# 天主教基爾代爾暨利林教區
天主教基爾代爾暨利林教區（拉丁語：Dioecesis Kildariensis vel Darensis et Leighliensis）是愛爾蘭一個羅馬天主教教區。屬都柏林總教區。

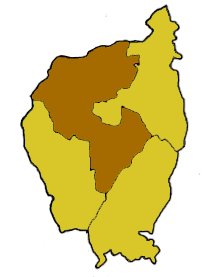
基爾代爾暨利林教區管轄範圍圖

範圍包括卡洛郡大部、萊伊什郡、奧法利郡、韋克斯福德郡、基爾肯尼郡、基爾代爾郡和威克洛郡一部。
2006年有教友205,185人、56個堂區。2011年有102名司鐸。主教座堂為聖母升天座堂，位於卡洛。現任主教席位在2010年詹姆斯·莫里亞蒂辭職後懸空。1678年由兩個教區合併而成。